# فرانسوا پتیس دلاکروا
فرانسوا پِتیس دِلاکروا (فرانسوی: François Pétis de la Croix‎؛ زاده ۱۶۵۳ در پاریس – درگذشته ۱۷۱۳ در پاریس) شرق‌شناس فرانسوی بود. پدر او مترجم عربی دربار لوئی چهاردهم بود و پس از درگذشت، این مقام در ۱۶۹۵ به دلاکروا ارث رسید. کولبرت وی را برای آموختن زبان‌های عربی، فارسی و ترکی به سوریه، ایران و ترکیه فرستاد؛ که در ده سال مطالبی غنی هم برای نوشته‌های آینده خویش گردآوری کرد. از آن جمله هزار و یک روز، مجموعه حکایاتی جمع‌آوری شده در اصفهان است. دلاکروا همچنین ترجمه‌ای عالی از ظفرنامه تیموری به فرانسوی دارد که بعد از درگذشت او به چاپ رسید.
پس از چندین مأموریت دیپلماتیک در شمال آفریقا، به عنوان مترجم در کرسی عرب‌شناسی کالج فرانسه مشغول به کار شد و تا پایان عمر پاداش دریافت می‌کرد.

## آثار
قصه‌های ترکی (پاریس، ۱۷۰۷)، فرهنگ لغت ارمنی و روایتی از اتیوپی از وی منتشر شده است.
او همچنین هزار و یک روز را در ۵ جلد (پاریس، ‎۱۷۱۰–۱۷۱۲) نوشت که مجموعه‌ای از حکایات بر اساس الگوی هزار و یک شب، ظاهراً به‌دست آمده از درویشِ مخلص اصفهانی در ۱۶۷۵ است.
اما یادگار ماندگار و شهرت ادبی پتیس دلاکروا نسخه عالی فرانسوی او از ظفرنامه تیموری است که نه سال پس از درگذشتش (در ۴ جلد، پاریس) منتشر شد. تنها اشتباهی که او در ترجمه بسیار صحیح خود مرتکب شد این بود که سهم مهمی را که سلطان ابراهیم در ظفرنامه داشت به اشتباه به خود تیمور نسبت داده است.

## یادداشت
1. ↑  Contes Turcs